# Kohei Takayanagi
Kohei Takayanagi (高柳 昂平 Takayanagi Kohei?, nacido el 14 de abril de 1994 en Aichi) es un futbolista japonés que se desempeña como delantero.

## Trayectoria

### Clubes
| Club           | País  | Año    |
| -------------- | ----- | ------ |
| Iwaki FC       | Japón | 2017   |
| Grulla Morioka | Japón | 2018 - |

## Estadística de carrera

### J. League
| Club           | Año   | J. League | J. League | Copa J. League | Copa J. League | Total | Total |
| Club           | Año   | Part.     | Goles     | Part.          | Goles          | Part. | Goles |
| -------------- | ----- | --------- | --------- | -------------- | -------------- | ----- | ----- |
| Grulla Morioka | 2018  | 4         | 0         | -              | -              | 4     | 0     |
| Total          | Total | 4         | 0         | 0              | 0              | 4     | 0     |